# Arveprinsen
Arveprinsen er en dansk stumfilm fra 1914. I filmen medvirker bl.a. Valdemar Møller, Kai Lind og Gudrun Houlberg. Instruktøren er ukendt. 